# قائمة الجوائز والترشيحات التي تلقتها مايلي سايرس
مايلي سايرس هي مغنية وممثلة أمريكية. ارتفع اسمها على الساحة لبطولتها في برنامج قناة ديزني هانا مونتانا. وأصدرت سايرس أربع ألبومات هي: قابل مايلي سايرس (2007)، الخروج (2008)، لا يمكن ترويضي (2010)، بانجرز (2013)، شابة الآن (2017)، وأصدرت اسطوانة مطولة عام 2009 The Time of Our Lives. وفي 2008 رشحت مايلي لجائزة جولدن جلوب وذلك كأفضل أغنية أصلية، وفازت بجائزة إم تي في للأفلام كأفضل أغنية من الفيلم وذلك لأغنيتها التسلق عام 2009. وحصلت على 16 ترشيح في جائزة الموسيقى العالمية في 2014. و43 ترشيح في جائزة اختيار المراهقين من 2006 حتى 2014، وذلك يجعلها أكثر شخص تم ترشيحه لجوائز اختيار المراهقين في تاريخ الجائزة.

## جوائز الموسيقى الأمريكية
| سنة  | المتلقِ                                       | الفئة               | النتيجة |
| ---- | -------------------------------------------- | ------------------- | ------- |
| 2009 | هانا مونتانا: الفيلم (الموسيقى التصويرية)    | أفضل موسيقى تصويرية | رُشِّح     |
| 2009 | هانا مونتانا: الموسم الثالث (التسجيل الصوتي) | أفضل موسيقى تصويرية | رُشِّح     |

## جوائز بامبي
| سنة  | المتلقِ      | الفئة                  | النتيجة |
| ---- | ----------- | ---------------------- | ------- |
| 2013 | مايلي سايرس | أفضل موسيقى بوب عالمية | فوز     |

## بيلبورد

### جوائز بيلبورد الموسيقية
| سنة  | المتلقِ        | الفئة                      | النتيجة |
| ---- | ------------- | -------------------------- | ------- |
| 2014 | مايلي سايرس   | فنانة العام                | رُشِّح     |
| 2014 | مايلي سايرس   | أفضل فنانة                 | رُشِّح     |
| 2014 | مايلي سايرس   | أفضل 100 فنانة             | رُشِّح     |
| 2014 | مايلي سايرس   | أفضل فنانة للأغاني الرقمية | رُشِّح     |
| 2014 | مايلي سايرس   | أفضل فنانة اجتماعية        | رُشِّح     |
| 2014 | مايلي سايرس   | أفضل فنانة متدفقة          | فوز     |
| 2014 | wrecking ball | أفضل 100 أغنية             | رُشِّح     |
| 2014 | wrecking ball | أفضل أغنية متدفقة (فيديو)  | فوز     |
| 2014 | We Can't Stop | أفضل أغنية متدفقة (فيديو)  | رُشِّح     |

### جوائز بيلبورد للجولات الموسيقية
| سنة  | المتلقِ      | الفئة    | النتيجة |
| ---- | ----------- | -------- | ------- |
| 2008 | مايلي سايرس | عمل فاصل | فوز     |

## جوائز برافو أوتو
| سنة  | المتلقِ      | الفئة                          | النتيجة |
| ---- | ----------- | ------------------------------ | ------- |
| 2009 | مايلي سايرس | أفضل ممثلة تلفزيونية-أوتو ذهبي | فوز     |
| 2009 | مايلي سايرس | أفضل مغنية-أوتو فضي            | فوز     |
| 2010 | مايلي سايرس | أفضل نجمة سينمائية-أوتو ذهبي   | فوز     |

## جائزة اختيار النقاد للأفلام
| سنة  | المتلقِ                 | الفئة      | النتيجة |
| ---- | ---------------------- | ---------- | ------- |
| 2008 | "I Thought I Lost You" | أفضل أغنية | رُشِّح     |

## جوائز دو سومثينج
| سنة  | المتلقِ      | الفئة | النتيجة |
| ---- | ----------- | ----- | ------- |
| 2012 | مايلي سايرس | تويتر | رُشِّح     |

## جوائزجولدن جلوب
| سنة  | المتلقِ                                 | الفئة            | النتيجة |
| ---- | -------------------------------------- | ---------------- | ------- |
| 2008 | "I Thought I Lost You" (مع جيفري ستيل) | أفضل أغنية أصلية | رُشِّح     |

## جوائز التوتة الذهبية
| سنة  | المتلقِ                | الفئة      | النتيجة |
| ---- | --------------------- | ---------- | ------- |
| 2009 | هانا مونتانا:(الفيلم) | أسوأ ممثلة | رُشِّح     |
| 2010 | ذا لاست سونغ          | أسوأ ممثلة | رُشِّح     |

## جوائز جراسي ألين
| سنة  | المتلقِ                     | الفئة                               | النتيجة |
| ---- | -------------------------- | ----------------------------------- | ------- |
| 2008 | مايلي سايرس-(هانا مونتانا) | ممثلة رائدة ومتميزة في مسلسل كوميدي | فوز     |
| 2009 | مايلي سايرس-(هانا مونتانا) | ممثلة رائدة ومتميزة في مسلسل كوميدي | فوز     |

## جوائز غرامي
| سنة  | المتلقِ        | الفئة                 | النتيجة |
| ---- | ------------- | --------------------- | ------- |
| 2015 | ألبوم Bangerz | أفضل ألبوم بوب صوتي   | رُشِّح     |
| 2024 | أغنية Flowers | أفضل تسجيل لهذا العام | فوز     |

## جوائزجمعية هيوستن لنقاد السينما
| سنة  | المتلقِ                                  | الفئة            | النتيجة |
| ---- | --------------------------------------- | ---------------- | ------- |
| 2008 | I Thought I Lost You (مع John Travolta) | أفضل أغنية أصلية | رُشِّح     |

## جوائز أي هارت راديو الموسيقى
| سنة  | المتلقِ        | الفئة              | النتيجة |
| ---- | ------------- | ------------------ | ------- |
| 2014 | smilers       | أفضل مجموعة معجبين | رُشِّح     |
| 2014 | Wrecking Ball | أفضل كلمات أغنية   | فوز     |

## جوائز اختيار الأطفال

### جائزة اختيار أطفال نكلوديون
| سنة  | المتلقِ                               | الفئة                                           | النتيجة |
| ---- | ------------------------------------ | ----------------------------------------------- | ------- |
| 2007 | مايلي سايرس - هانا مونتانا           | أفضل ممثلة تلفزيونية                            | فوز     |
| 2008 | مايلي سايرس - هانا مونتانا           | أفضل ممثلة تلفزيونية                            | فوز     |
| 2008 | مايلي سايرس                          | أفضل مغنية                                      | فوز     |
| 2009 | مايلي سايرس                          | أفضل مغنية                                      | فوز     |
| 2009 | مايلي سايرس - بولت                   | أفضل صوت من فيلم متحرك                          | رُشِّح     |
| 2009 | مايلي سايرس - هانا مونتانا           | أفضل ممثلة تلفزيونية                            | رُشِّح     |
| 2010 | مايلي سايرس - هانا مونتانا           | أفضل ممثلة تلفزيونية                            | رُشِّح     |
| 2010 | party in the USA                     | الأغنية المفضلة                                 | رُشِّح     |
| 2010 | مايلي سايرس                          | ممثلة الفيلم المفضلة                            | فوز     |
| 2010 | مايلي سايرس                          | المغنية المفضلة                                 | رُشِّح     |
| 2011 | مايلي سايرس                          | المغنية المفضلة ref name="miley cyrus awards"/> | رُشِّح     |
| 2011 | مايلي سايرس - Hannah Montana Forever | ممثلة تلفزيونية مفضلة                           | رُشِّح     |
| 2011 | مايلي سايرس                          | ممثلة سينمائية مفضلة                            | فوز     |
| 2014 | Wrecking Ball                        | الأغنية المفضلة                                 | رُشِّح     |

### جوائز اختيار الأطفال نكلوديون (أستراليا)
| سنة  | المتلقِ          | الفئة                                | النتيجة |
| ---- | --------------- | ------------------------------------ | ------- |
| 2008 | مايلي سايرس     | المغنية العالمية المفضلة             | فوز     |
| 2008 | مايلي سايرس     | الممثلة التلفزيونية العالمية المفضلة | فوز     |
| 2009 | مايلي سايرس     | الممثلة التلفزيونية العالمية المفضلة | رُشِّح     |
| 2009 | مايلي سايرس     | المغنية العالمية المفضلة             | رُشِّح     |
| 2010 | الأغنية الأخيرة | نجمة الفيلم المفضلة                  | فوز     |

### جوائز اختيار الأطفال نكلوديون (بريطانيا)
| سنة  | المتلقِ                     | الفئة                  | النتيجة |
| ---- | -------------------------- | ---------------------- | ------- |
| 2007 | مايلي سايرس - هانا مونتانا | أفضل ممثلة تلفزيونية   | رُشِّح     |
| 2008 | مايلي سايرس - هانا مونتانا | نجمة التلفزيون المفضلة | فوز     |

### جوائز اختيار الأطفال نكلوديون الأرجنتين
| سنة  | المتلقِ      | الفئة                    | النتيجة |
| ---- | ----------- | ------------------------ | ------- |
| 2011 | مايلي سايرس | المغنية العالمية المفضلة | رُشِّح     |

## جوائز MTV

### جوائز MTV أفريقيا الموسيقية
| سنة  | المتلقِ      | الفئة             | النتيجة |
| ---- | ----------- | ----------------- | ------- |
| 2014 | مايلي سايرس | أفضل مغنية عالمية | رُشِّح     |

### جوائز MTV إيطاليا الموسيقية
| سنة  | المتلقِ        | الفئة      | النتيجة |
| ---- | ------------- | ---------- | ------- |
| 2014 | Wrecking Ball | أفضل فيديو | رُشِّح     |
| 2014 | مايلي سايرس   | أفضل سيدة  | رُشِّح     |
| 2014 | مايلي سايرس   | أفضل تويتر | رُشِّح     |

### جوائز MTV للأفلام
| سنة  | المتلقِ                            | الفئة              | النتيجة |
| ---- | --------------------------------- | ------------------ | ------- |
| 2009 | التسلق                            | أفضل أغنية من فيلم | فوز     |
| 2009 | مايلي سايرس - هانا مونتانا (فيلم) | أداء متميز لامرأة  | رُشِّح     |

### جوائز MTV للأغاني المصورة
| سنة  | المتلقِ                                            | فئة                     | النتيجة |
| ---- | ------------------------------------------------- | ----------------------- | ------- |
| 2008 | 7 Things                                          | أفضل فنانة جديدة        | رُشِّح     |
| 2009 | 7 Things                                          | أفضل مونتاج             | رُشِّح     |
| 2013 | "We Can't Stop"                                   | أفضل مونتاج             | رُشِّح     |
| 2013 | "We Can't Stop"                                   | أفضل فيديو بوب          | رُشِّح     |
| 2013 | "We Can't Stop"                                   | أفضل فيديو لسيدة        | رُشِّح     |
| 2013 | "We Can't Stop"                                   | Best Song of the Summer | رُشِّح     |
| 2014 | "Wrecking Ball (Miley Cyrus song)\|Wrecking Ball" | فيديو العام             | فوز     |
| 2014 | "Wrecking Ball (Miley Cyrus song)\|Wrecking Ball" | أفضل إخراج              | رُشِّح     |

### جوائز MTV اليابان للموسيقى
| السنة | المتلقِ                                     | الفئة             | النتيجة |
| ----- | ------------------------------------------ | ----------------- | ------- |
| 2014  | We Can't Stop                              | أفضل فيديو لامرأة | فوز     |
| 2014  | "Ashtrays and Heartbreaks" (with سنوب دوغ) | أفضب فيديو ريفي   | رُشِّح     |